# Arschpfeifenrössl

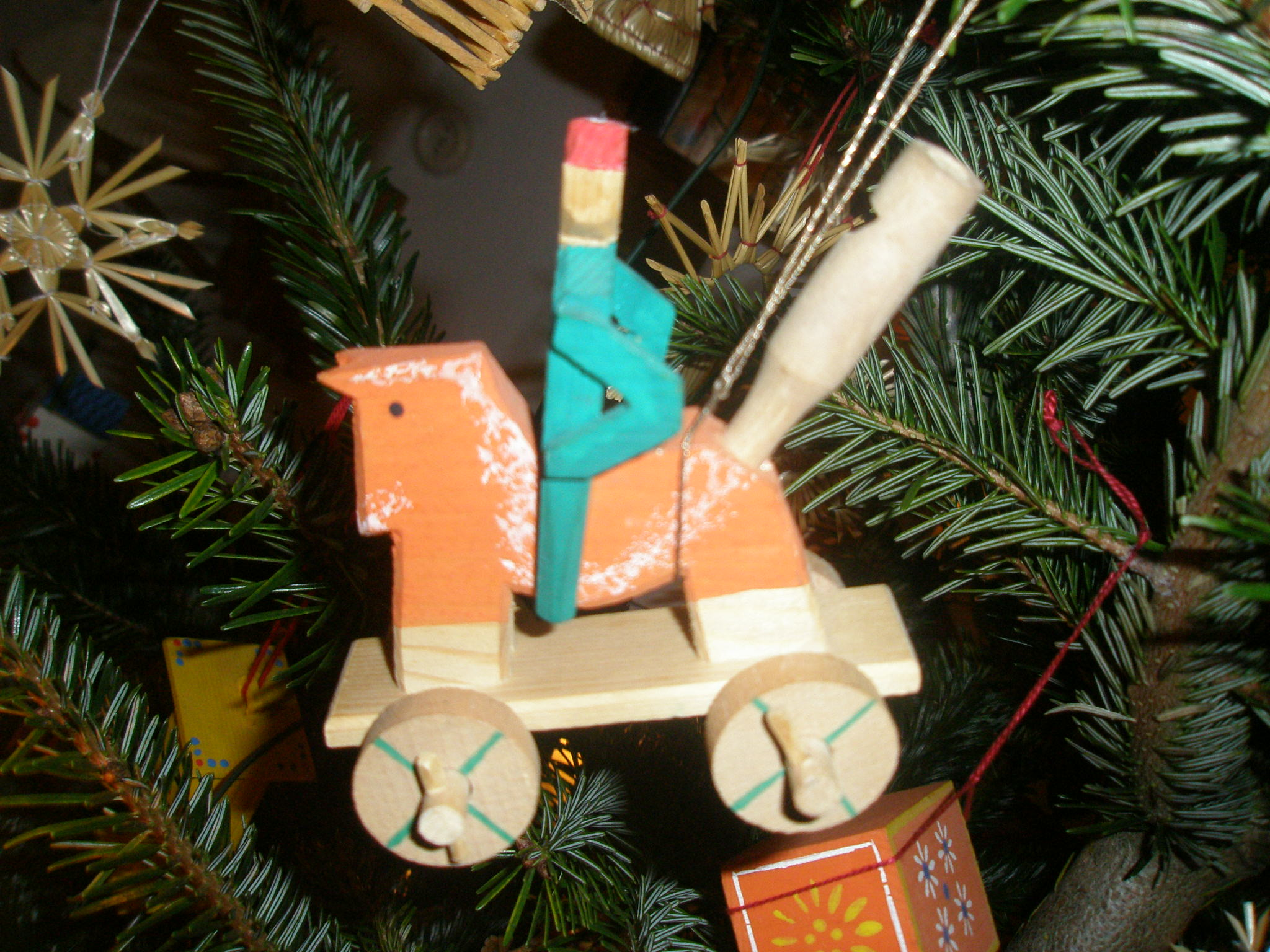
Am Christbaum: Arschpfeifenrössl von der Seite

Ein Arschpfeifenrössl (auch in der Schreibweise: Arschpfeiferrössl, Arschpfeifenrössel oder Oaschpfeifenrössl) ist das typische Werkstück einer Grobschnitzerei, das als „Berchtesgadener War“ zwischen dem 15. und Anfang des 19. Jahrhunderts ein „Exportschlager“ des fürstpröpstlich regierten Berchtesgadener Landes war. Seinerzeit als Spielzeug für Kinder gedacht, wird es jetzt noch im inneren Landkreis Berchtesgadener Land als Souvenir und Christbaumschmuck angeboten.

## Beschreibung
Das Arschpfeifenrössl ist heutzutage ein meist bunt bemaltes, auf Rädern montiertes Holzpferd, auf dem ein stilisierter Reiter sitzt. Der Schweif des Pferdes ist als Pfeife geformt. Zuweilen ist zwischen Reiter und Pfeife noch ein kleiner, mit einem Ring versehener Schraubhaken angebracht, durch den wiederum ein Band zum Befestigen an einem Christbaum gezogen werden kann. In der Regel etwa 10 bis 13 cm hoch, gab und gibt es auch größere Arschpfeifenrössl, die dann unter den Weihnachtsbaum gestellt werden – was offenbar, wie ein Foto in der Dokumentation Obersalzberg zeigt, auch Adolf Hitler bei seinen Aufenthalten im Berghof zu tun pflegte.
Dem für die Vorweihnachtszeit seit 2010 in Berchtesgaden eingerichteten Adventsmarkt dient u. a. auch ein etwa 2,5 m hohes Arschpfeifenrössl zur Dekoration.

## Geschichte
Die Tradition der Herstellung und Verbreitung von Berchtesgadener War reicht bis ins 15. Jahrhundert zurück. Bereits Anfang des 16. Jahrhunderts wurde sie aus dem Berchtesgadener Land nach ganz Europa und Übersee exportiert und diente mehreren hundert Einheimischen bis Anfang des 19. Jahrhunderts als wichtige Nebenerwerbsquelle. Danach ist die Nachfrage unter anderem wegen des aufkommenden Blechspielzeugs völlig eingebrochen. Ein 1911 erstmals mit dem Holzspielzeug von einst geschmückter „Berchtesgadener Christbaum“ weckte jedoch wieder das Interesse an der Berchtesgadener War, und sie wird noch heute als Souvenir und Christbaumschmuck angeboten. Das Arschpfeifenrössl wird laut einer Zeitungsmeldung von 2010 allerdings nur noch von einem Schnitzer in der Gemeinde Ramsau gefertigt.